# Вилоубрук (Канзас)
Вилоубрук (енгл. Willowbrook) град је у америчкој савезној држави Канзас.

## Демографија
По попису из 2010. године број становника је 87, што је 51 (141,7%) становника више него 2000. године.
| Група             | 2000.       | 2010.      |
| Белци             | 36 (100,0%) | 86 (98,9%) |
| Афроамериканци    | 0 (0,0%)    | 0 (0,0%)   |
| Азијати           | 0 (0,0%)    | 0 (0,0%)   |
| Хиспаноамериканци | 0 (0,0%)    | 1 (1,1%)   |
| Укупно            | 36          | 87         |